# シティックスカード
シティックスカード株式会社（英: Citix card Co., ltd.）は、福岡県福岡市中央区に本社を置き、福岡県と鹿児島県を中心に九州地方と山口県を事業区域とする、協同組合連合会日本専門店会連盟系の信販会社である。

## 概要
福岡県・鹿児島県を中心とした九州地方の各県と山口県在住者に対して、「シティックスJCBカード」の他、キャッシング専用カード「Step」（個人）・「オーナーズStep」の発行を行っている。

## 沿革
- 1987年（昭和62年）10月1日 - 設立。
- 2007年（平成19年）4月1日 - 日専連鹿児島より約30億円でクレジット・キャッシング部門の営業権を譲受。シティックスカード鹿児島支店とする。
- 2024年（令和6年）6月30日 - 三菱UFJニコス（DCカード）との提携終了。当社発行のDC Visa/Masterカードや、ETCカードは使用不可となる[2]。

## 事業所
- 本社 - 福岡県福岡市中央区西中洲8-3
- 鹿児島支店 - 鹿児島県鹿児島市中町3-10